# Дейр-эль-Балах (город)
Дейр-эль-Балах (араб. دير البلح‎) — город в Секторе Газа (в его средней части), вблизи побережья Средиземного моря. Находится под управлением Палестинской национальной администрации. Населён палестинскими арабами. Контролируется партией ХАМАС. Название города переводится как «монастырь финиковой пальмы». На его территории были найдены свидетельства римского и византийского наследия. В современном городе имеются лагерь беженцев, в котором работает UNRWA, и кладбище. Растут пальмы, цитрусовые, оливы и овощи.

## Образование
В 1992 году в Дейр-эль-Балахе был основан Палестинский технический колледж.